# José Cuneo (historietista)
José Cuneo (Buenos Aires, 1965) es un historietista, pintor e ilustrador argentino.  

## Biografía
Nacido en Buenos Aires, su padre era médico y su madre maestra. Se mudó a Francia en 1986. 
Ha dibujado para Pif Gadget y Gai pied, y ha creado historietas educativas para informar del riesgo del sida. Es abiertamente gay y usa su trabajo para explorar temas de la vida homosexual. Su obra está caracterizada por figuras estilizadas, con ojos mirando en todas direcciones. Como pintor, ha realizado exposiciones de su trabajo en París y Ámsterdam.
Ha expuesto en la galería del Círculo de Bellas Artes.